# Male Orjule
Male Orjule (olaszul: Oriole Piccola) egy sziget az Adriai-tengerben, Horvátországban, a Kvarnerić területén, a Lošinji-csatorna déli részén.

## Leírása
Male Orjule szigete párjával, a szomszédos Vele Orjuléval együtt a Lošinj szigetének délkeleti végében húzódó 1,3 km széles átjáróban fekszik. A sziget szabálytalan, hosszúkás alakú, tagolatlanabb nyugati partja és tagolt keleti partja van, néhány öböllel és egy hegyfokkal, amely kelet felé nyúlik és a Cirka-fokban végződik. Az északi végén a Male Orjule-fok, míg a déli végén a Glavičina-fokban végződik. Hosszúsága 1,34 km, legnagyobb szélessége 400 m. A sziget közepén éri el a legnagyobb magasságát, a 11 métert. A partvonal hosszúsága 4,226 km. Északnyugatra, a szoros túloldalán fekszik Vele Orjule szigete. A nyugati partmenti vizeket a hajók horgonyzóhelyeként használják.
A sziget csak időszakosan lakott, mivel szarvasmarhák téli legeltetéséhez használják. Alacsony bokrok és fű borítja.